# Дом Измайловой
Дом Измайловой (также дом Измайловых, дом Тимофеевых) — историческое здание в Пушкине. Построен в 1836—1839 году. Объект культурного наследия регионального значения. Расположен на Оранжерейной улице, дом 27, выходит на Соборную площадь.

## История
Большой участок на восточной стороне Соборной площади по генеральному плану города был отведён под присутственные места и долгое время пустовал. В 1835 году участки отвели под застройку частными жилыми домами. Проекты всех пяти домов составил архитектор Себастьян Черфолио, они образовали единый ансамбль. Участок за № 288а был определён для размещения дома титулярной советницы Измайловой. Позднее домом владел коллежский асессор П. П. Измайлов, затем — Тимофеевы. По состоянию на 1914 год, в доме Тимофеевых помещался магазин колониальных товаров Леонова. В XXI веке на втором этаже размещалась прокуратура города.

## Архитектура
Дом оформлен в стиле позднего классицизма, единообразно с симметричным домом Емельянова. Центром композиции обоих домов является двойная арка, гармонирующая с арками Екатерининского собора. Позднее сходный мотив арок был воспроизведён на фасаде Гостиного двора. Фасады венчают широкие щипцы. Щипец украшен рельефом с изображением венка и лиры, который сохранился лишь частично. Не сохранились металлические кронштейны для фонарей.